# Frontera entre Hongria i Eslovènia
La frontera entre Hongria i Eslovènia es la frontera internacional entre Eslovènia i Hongria, ambdós estats membres de la Unió Europea i integrats en l'espai Schengen. Té una longitud total de 94 kilòmetres i separa els comtats de Zala i Vas (Hongria) de la regió eslovena de Prekmurje.

## Traçat

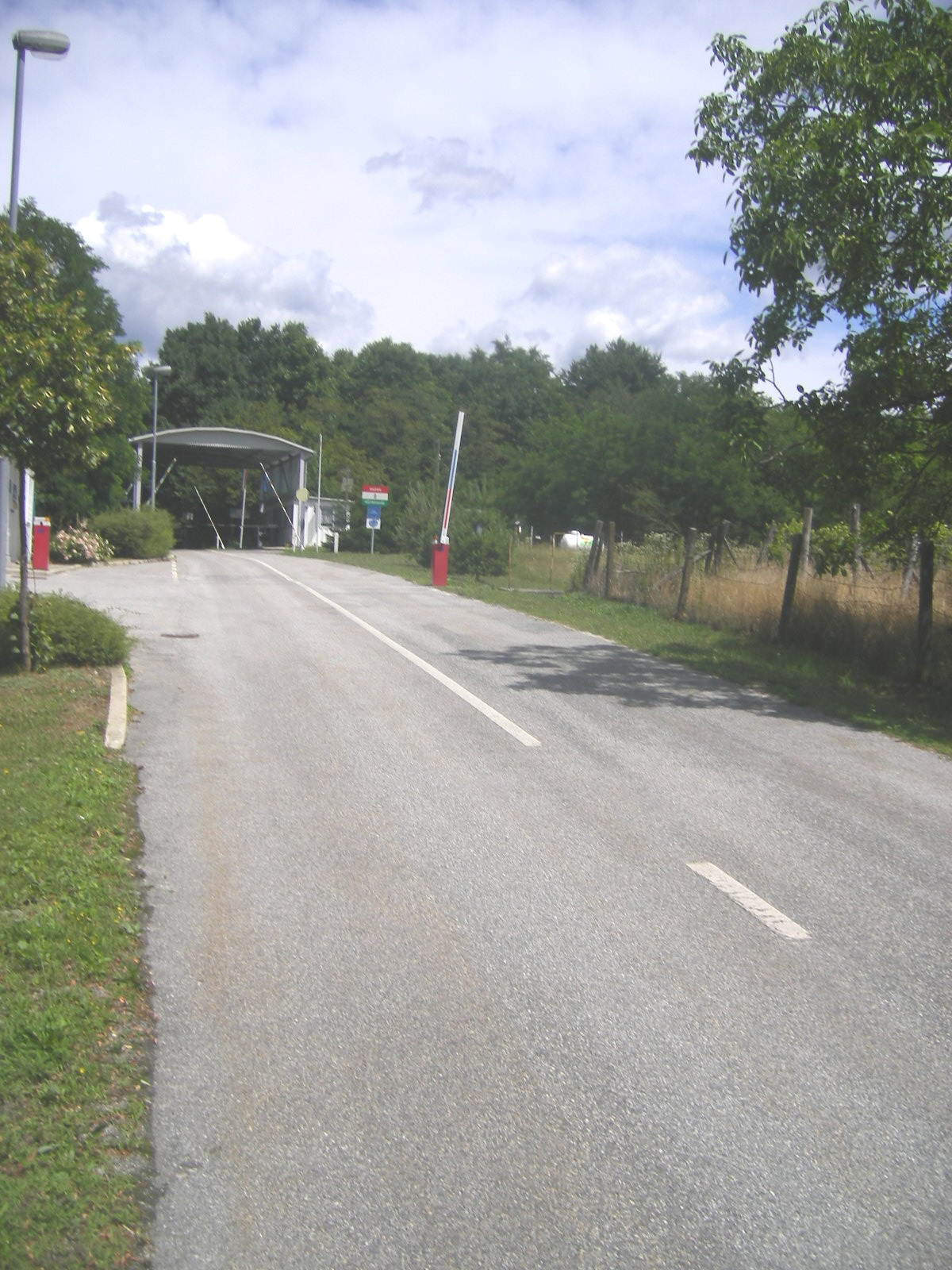
Antic pas fronterer de Prosenjakovci

La frontera entre Eslovènia i Hongria transcorre de nord-oest a sud-est. Comença al trifini entre ambdós estats amb Àustria, prop de la ciutat de Felsöszölnök, i acaba a prop del Podturen croat, al riu Mura.

## Història
Aquesta frontera quedà establerta a la fi de la Primera Guerra Mundial (1918) quan es va dissoldre l'Imperi Austrohongarès i Eslovènia va entrar a formar part del Regne dels Serbis, Croats i Eslovens, després regne de Iugoslàvia segons els tractats de Saint-Germain (1919) Trianon (1920). Durant la Segona Guerra Mundial es va modificar la frontera a favor d'Hongria,alhora que la major part d'Eslovènia era incorporada al Tercer Reich. En acabar la Segona Guerra Mundial fou una de les repúbliques constitutives de la República Federal Socialista de Iugoslàvia. Després de la dissolució de Iugoslàvia aquesta fou la frontera entre el nou estat d'Eslovènia amb Hongria.